# Venus de Venecia
La Venus de Venecia es una comedia romántica de cine mudo de 1927 dirigida por Marshall Neilan y protagonizada por Constance Talmadge y Antonio Moreno . La propia unidad de producción de Talmadge produjo con distribución a través de First National Pictures .

## Elenco
- Constance Talmadge - Carlota
- Antonio Moreno - Kenneth
- Julanne Johnston - Jean
- Eduardo Martindel - Periodista
- Michael Vavitch - Marco
- Arthur Thalasso - Ludvico
- André Lanoy - Giuseppe
- Carmelita Geraghty - Novia
- Mario Carrillo - Novio
- Tom Ricketts - padre de la novia
- Hedda Hopper - madre de Jean

## Estado de conservación
- Con la excepción de un carrete perdido, la película sobrevive. Impresiones está localizado en UCLA Film and Television Archive y George Eastman House Motion Picture Collection .[2][3]

## enlaces externos
- Venus de Venecia en IMDb.com
- synopsis en AllMovie (en inglés).

- Datos: Q24893667
- Multimedia: Venus of Venice / Q24893667